# Nisos Kasos Kai Symplegma Kasonision Kai Thalassia Periochi
Nisos Kasos Kai Symplegma Kasonision Kai Thalassia Periochi este o arie protejată (arie de protecție specială avifaunistică — SPA) din Grecia întinsă pe o suprafață de 15.918,06 ha, integral pe uscat.

## Localizare
Centrul sitului Nisos Kasos Kai Symplegma Kasonision Kai Thalassia Periochi este situat la coordonatele 35°23′59″N 26°51′46″E / 35.399593°N 26.86289°E.

## Înființare
Situl Nisos Kasos Kai Symplegma Kasonision Kai Thalassia Periochi a fost declarat arie de protecție specială avifaunistică în octombrie 2001 pentru a proteja 23 de specii de animale.

## Biodiversitate
Situată în ecoregiunile marină mediteraneană și mediteraneană, aria protejată nu include niciun habitat protejat.
La baza desemnării sitului se află mai multe specii protejate de  păsări (23): lăstunul mare (Apus apus), șorecarul comun (Buteo buteo), ciocârlie-cu-degete-scurte (Calandrella brachydactyla), caprimulg (Caprimulgus europaeus), cristeiul de câmp (Crex crex), lăstun de casă (Delichon urbicum), egretă mică (Egretta garzetta), Emberiza caesia, Falco eleonorae, șoim călător (Falco peregrinus), piciorong (Himantopus himantopus), rândunică (Hirundo rustica), sfrânciocul cu frunte neagră (Lanius minor), sitar de mâl (Limosa limosa), Phalacrocorax aristotelis desmarestii, corcodel mare (Podiceps cristatus), corcodel-cu-gât-negru (Podiceps nigricollis), Tachymarptis melba, fluierar de mlaștină (Tringa glareola), fluierar cu picioare verzi (Tringa nebularia), fluierarul de zăvoi (Tringa ochropus), fluierar de lac (Tringa stagnatilis), fluierarul cu picioare roșii (Tringa totanus)
Pe lângă speciile protejate, pe teritoriul sitului au mai fost identificate 3 specii de păsări.